# Келласская кошка
Келласская кошка (англ. Kellas cat) — животное семейства кошачьих, обитающее в Шотландии. Ранее оно считалось мифическим, а случаи его наблюдения объявлялись мистификациями, но в 1984 году особь этого вида погибла в капкане, поставленном лесником Ронни Дугласом. Она оказалась гибридом дикого и домашнего подвида Felis silvestris. Официально она считается не породой, а региональной вариацией гибридов кошачьих. Название ей дали по деревне Келлас (Мори), где она была впервые обнаружена. Историк Чарльз Томас полагал, что пиктский камень из Голспи может быть изображением келласской кошки. Камень из Голспи, который в настоящее время находится в музее замка Данробин, изображает похожее на кошку существо, стоящее на спине лосося. Это может символизировать, что келласская кошка ловила рыбу, плавая в реке.
Эндрю Китченер, исследователь и куратор естественных наук в Национальном музее Шотландии, осмотрел восемь чёрных особей семейства кошачьих. Одно тело уже было в коллекции музея; ещё семь предоставил Ди Фрэнсис, которого Ч. Томас характеризует как «писателя, исследователя и естествоиспытателя». Анализ Китченера показал, что одно из животных (самец-подросток) было дикой кошкой с проявлением меланизма, первой документально зафиксированной на территории Шотландии. Большинство других особей были признаны гибридами, находящимися ближе к дикой кошке, и только один гибрид оказался ближе к домашней кошке.
По описаниям, келласская кошка составляет от 61 до 91 см в длину, с длинными сильными задними лапами и хвостом, достигающим 30 см в длину. Её вес может составлять от 2,3 до 6,8 кг. Р. Дуглас измерял животное, пойманное в 1984 году, и утверждал, что оно было 38 см ростом в холке и 110 см длиной. Одну из особей можно увидеть в музее Элгина. Зоологический музей Абердинского университета также демонстрирует чучело кошки, найденной в 2002 году в Инше (Абердиншир).